# ويليام إيرل بريت
ويليام إيرل بريت (بالإنجليزية: William Earl Britt)‏ هو محامي وقاضي أمريكي، ولد في 1932 في مك دونالد في الولايات المتحدة.